# Argent Mortgage Indy Grand Prix 2005
Argent Mortgage Indy Grand Prix 2005 var ett race som var den fjortonde deltävlingen i IndyCar Series 2005. Racet kördes den 28 augusti på Sears Point. Tony Kanaan tog IndyCar:s första vinst på en konventionell permanent racerbana. Buddy Rice blev tvåa före Alex Barron. Mästerskapsledaren Dan Wheldon tvingades bryta med ett mekaniskt fel, medan polevinnaren Ryan Briscoe kraschade på det tjugonde varvet, i en olycka som även involverade Danica Patrick och Hélio Castroneves.

## Slutresultat
| Plats | Förare             | Ream                     | Grid | Kvaltid  |
| ----- | ------------------ | ------------------------ | ---- | -------- |
| 1     | Tony Kanaan        | Andretti Green Racing    | 3    | 1.17,133 |
| 2     | Buddy Rice         | Rahal Letterman Racing   | 6    | 1.17,677 |
| 3     | Alex Barron        | Cheever Racing           | 10   | 1.17,867 |
| 4     | Patrick Carpentier | Cheever Racing           | 12   | 1.18,062 |
| 5     | Tomáš Enge         | Panther Racing           | 4    | 1.17,453 |
| 6     | Kosuke Matsuura    | Fernández Racing         | 15   | 1.15,898 |
| 7     | Scott Dixon        | Chip Ganassi Racing      | 9    | 1.17,845 |
| 8     | Dario Franchitti   | Andretti Green Racing    | 21   | -        |
| 9     | Vitor Meira        | Rahal Letterman Racing   | 11   | 1.17,973 |
| 10    | Jeff Bucknum       | A.J. Foyt Enterprises    | 17   | 1.19,411 |
| 11    | Roger Yasukawa     | Dreyer & Reinbold Racing | 18   | 1.19,831 |
| 12    | Scott Sharp        | Fernández Racing         | 19   | 1.19,913 |
| 13    | Bryan Herta        | Andretti Green Racing    | 8    | 1.17,809 |
| 14    | Giorgio Pantano    | Chip Ganassi Racing      | 13   | 1.18,447 |
| 15    | Ed Carpenter       | Vision Racing            | 20   | 1.22,353 |
| 16    | Tomas Scheckter    | Panther Racing           | 14   | 1.18,762 |
| 17    | Sam Hornish Jr.    | Marlboro Team Penske     | 5    | 1.17,623 |
| 18    | Dan Wheldon        | Andretti Green Racing    | 7    | 1.17,780 |
| 19    | Ryan Briscoe       | Chip Ganassi Racing      | 1    | 1.16,491 |
| 20    | Danica Patrick     | Rahal Letterman Racing   | 16   | 1.19,249 |
| 21    | Hélio Castroneves  | Marlboro Team Penske     | 2    | 1.16,905 |